# 豪景花園
豪景花園（英語：HongKong Garden），是香港新界青龍頭的一項大型物業，由華懋集團發展，全屋苑分3期發展，共28座，合共提供2830個單位。屋苑用地於1979年7月由華懋集團以異址換地形式，另加6,176萬元補地價換得，並於1986-94年間落成。
傲庭峰（英語：The Top）是該屋苑第三期的第19至21座，於1994年落成，空置多年直至2002年重新發售，地下大堂、電梯大堂及單位內的廚廁設備都被翻新。
御濤·凱濤（英語：Perfetto）是該屋苑第三期的第27及28座，於1989年落成，空置多年直至2010年重新發售，整幢大廈包括外牆設計及單位內的設備用料都被升級。

## 背景資料
豪景花園最初落成時建的4座，並沒有命名。但第5-28座，卻以各英文字母為首的名稱排名：
（豪景花園的5-18座及原19座（15座除外）的中文及英文名稱均與同一發展商的沙田富豪花園各座的座名相同。）

### 第一期
| 樓宇名稱        | 落成年份 |
| --------------- | -------- |
| 第1座           | 1986年   |
| 第2座           | 1986年   |
| 第3座           | 1986年   |
| 第4座           | 1986年   |
| 第5座（愛都閣） | 1986年   |
| 第6座（碧華閣） | 1986年   |

### 第二期
| 樓宇名稱         | 落成年份 |
| ---------------- | -------- |
| 第7座（嘉美閣）  | 1987年   |
| 第8座（明麗閣）  | 1987年   |
| 第9座（雅仕閣）  | 1987年   |
| 第10座（富麗閣） | 1988年   |
| 第11座（嘉蘭閣） | 1988年   |
| 第12座（豪華閣） | 1988年   |

### 第三期

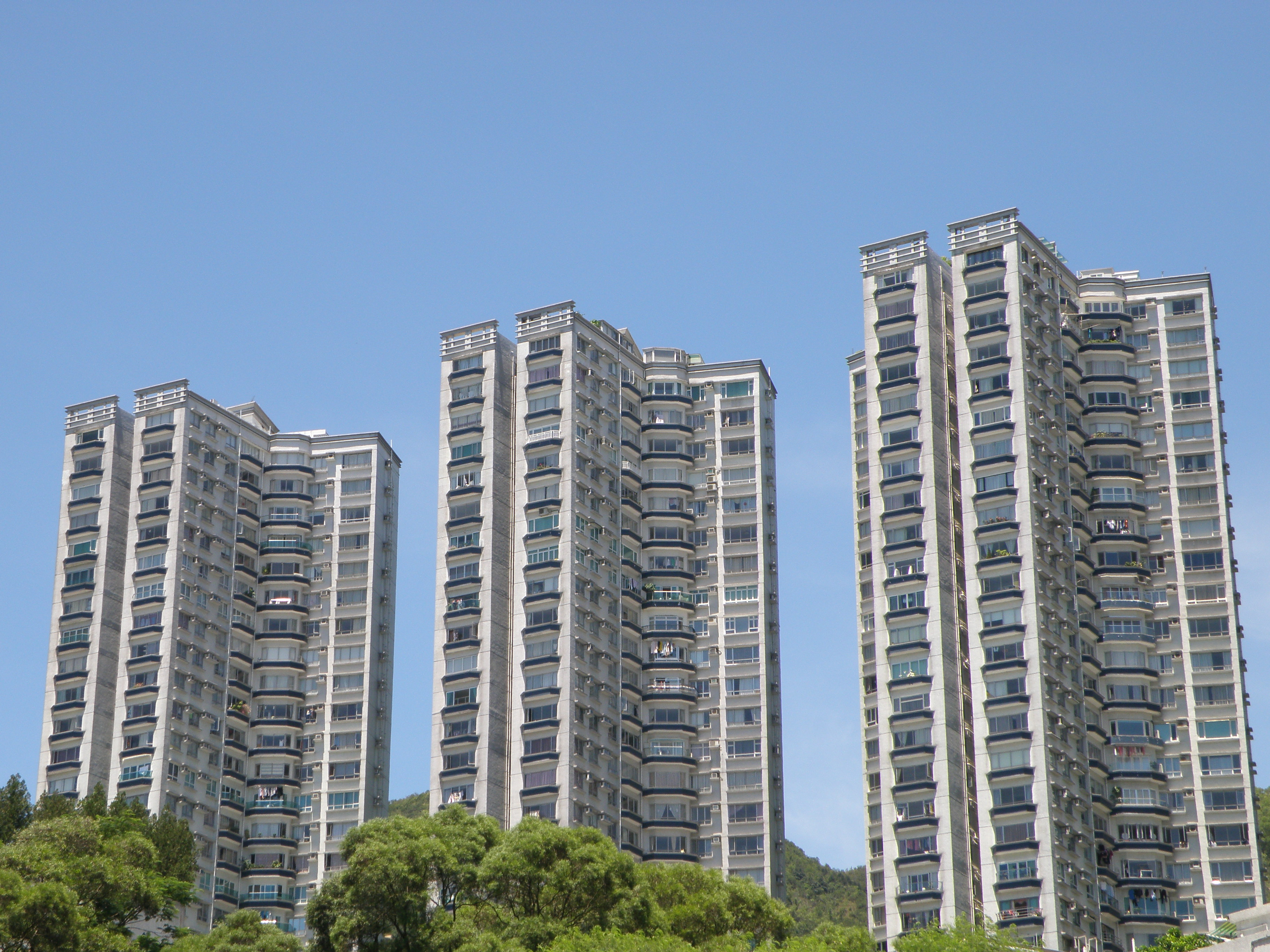
原為第19至21座的傲庭峰

| 樓宇名稱                               | 落成年份 | 入伙年份 |
| -------------------------------------- | -------- | -------- |
| 第13座（帝皇閣）                       | 1988年   | 1988年   |
| 第14座（翡翠閣）                       | 1988年   | 1988年   |
| 第15座（依麗小築）                     | 1991年   | 1991年   |
| 第16座（景峰閣）                       | 1990年   | 1990年   |
| 第17座（林景閣）                       | 1990年   | 1990年   |
| 第18座（文禧閣）                       | 1991年   | 1991年   |
| 第19座（傲庭峰－駿庭，原名儷人閣）     | 1994年   | 2002年   |
| 第20座（傲庭峰－怡庭，原名芝蘭閣）     | 1994年   | 2002年   |
| 第21座（傲庭峰－帝庭，原名牡丹閣）     | 1994年   | 2002年   |
| 第22座（帝后閣）                       | 1990年   | 1990年   |
| 第23座（麗晶閣）                       | 1990年   | 1990年   |
| 第24座（夏蕙閣）                       | 1990年   | 1990年   |
| 第25座（凱旋閣）                       | 1989年   | 1989年   |
| 第26座（麒麟閣）                       | 1989年   | 1989年   |
| 第27座 （御濤·凱濤－御濤，原名雲寧閣） | 1989年   | 2010年   |
| 第28座 （御濤·凱濤－凱濤，原名華蘭閣） | 1989年   | 2010年   |

## 銷售年期最長的私人屋苑
豪景花園落成後，銷售單位超過25年以上仍然有一手貨尾單位，直到2013年還有少量高層貨尾單位於27座（御濤）及28庭（凱濤）仍未賣出，屋苑的售樓模型多年來一直都放在屋苑內的商場內，而售樓處於2013年3月已遷往荃灣如心廣場，豪景花園已成為全港銷售年期最長的私人屋苑。由於貨尾單位仍然無人問津，發展商決定把這些單位轉售為租。

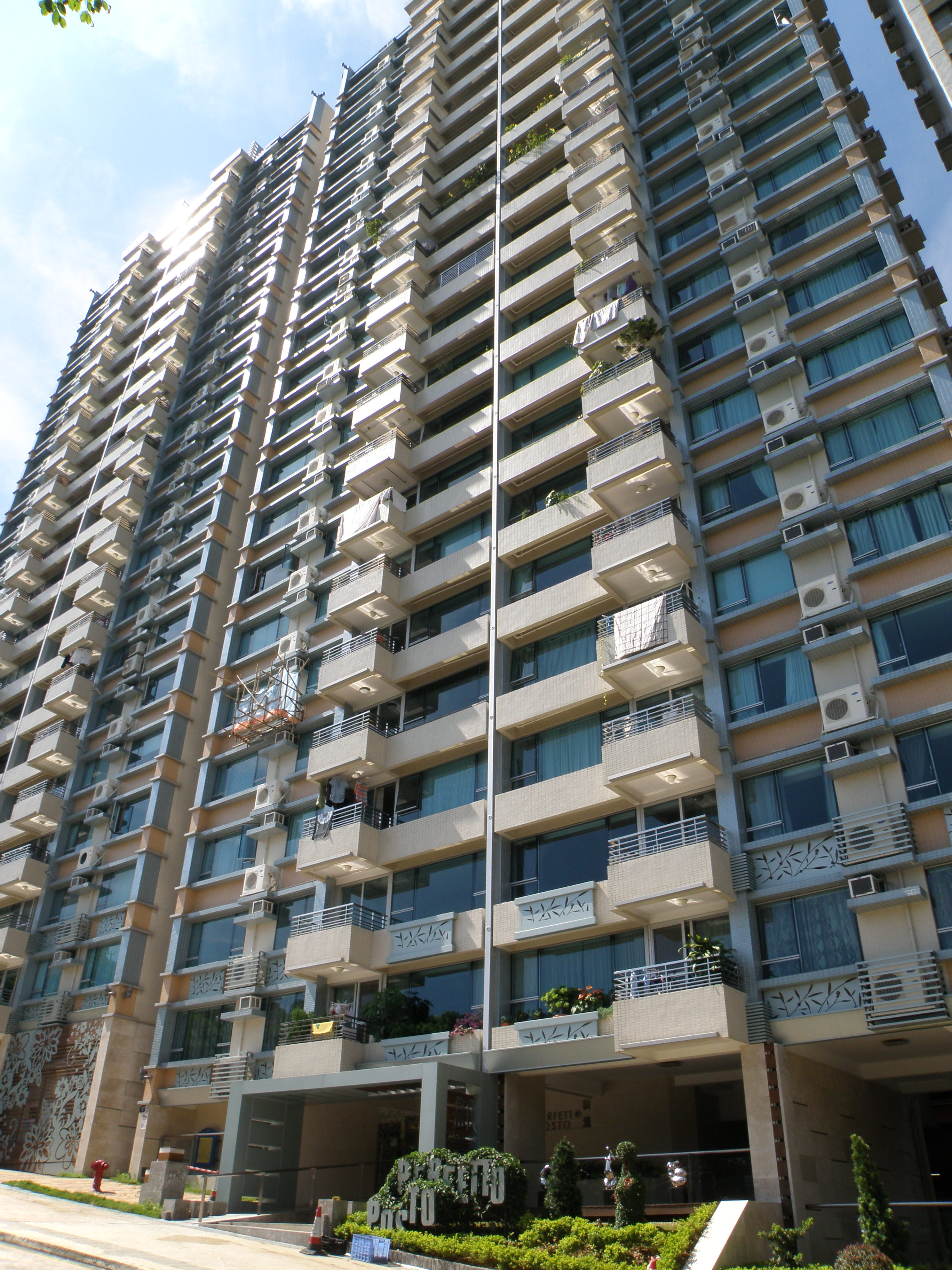
御濤·凱濤 - 御濤（左，原第27座）及凱濤（右，原第28座）

- 2015年2月18日，華懋集團上載全新第三期售樓書，顯示剩餘5伙，為27座及28座頂層。
- 2016年6月10日，豪景花園最後一個位於第28座23樓B室的貨尾單位以1,991.15萬港元賣出，代表豪景花園的銷售期正式完結。[3]

## 花槽問題
- 豪景花園除第二期的E、F單位之外，其他所有單位都設有屋外花槽，但花槽的面積過大，加上與屋內的地面成一水平線，曾有住戶因而墜樓，大約1500多個住戶自行於花槽加建圍欄，以防失足墜樓。
- 屋宇署認為加建圍欄是把花槽改建成露台，圍欄是僭建物，要求住戶把違規的圍欄拆除。
- 經過幾年與屋宇署的討論，最後批准了由授權人員準備的官方圍欄。重建和審查後，大部分法庭命令於2016年被中止。
- 及後至2019年仍有大約300戶業主未完全處理花槽改建問題，現大部份積極進行中

## 丟動物落樓釀29死傷事件
2020年2月14日，豪景花園一單位有超過20隻寵物，包括龍貓、貓、兔、天竺鼠等遭人由高處擲下身亡。其後有貓隻懷疑曾遭虐待，最終導致29隻動物死傷。49歲的男中學體育老師及36歲的男商人在律師陪同下到警署自首，警方以涉嫌「殘酷對待動物」被捕。
不過到同年9月2日，律政司決定不就案件提出起訴，事件引起市民不滿。愛護動物協會發聲明，對律政司決定感到非常難過、憤怒及失望。時任立法會議員毛孟靜對此感到百思不得其解。

## 商場

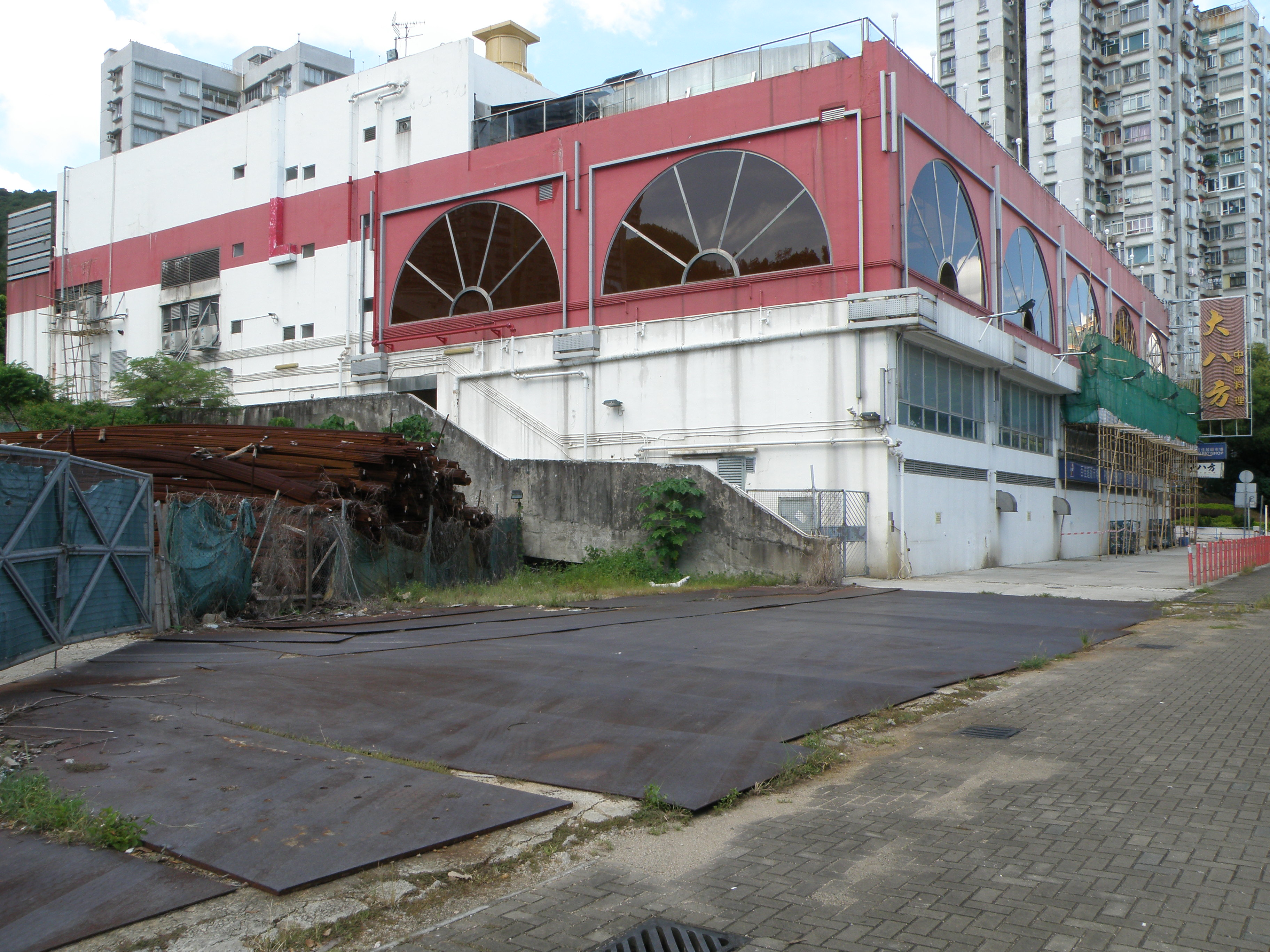
豪景花園商場

豪景花園商場樓面面積約45,000平方呎，現址有以下商戶：
- 百佳超級市場
- 洗衣店
- 香港達人（椰林閣）
- 大八方酒樓
- 地產代理公司
- 豪景花園售樓處

## 連結
- 豪景花園大廈分佈平面圖
- 豪景花園主頁
- 豪景花園立案法團管理處
- 深井青龍頭豪景花園大廈意外（页面存档备份，存于）